# Max Orville
Max Orville (ur. 19 czerwca 1962) – francuski polityk, nauczyciel i samorządowiec związany z Martyniką, deputowany do Parlamentu Europejskiego IX kadencji.

## Życiorys
Krewny polityka Gastona Monnerville’a. Urodził się w Wybrzeżu Kości Słoniowej, gdzie w tamtym czasie pracowali jego rodzice. Później mieszkał w Dolinie Marny, kształcił się m.in. w Ecole normale de Bonneuil-sur-Marne. Uzyskał licencjat i magisterium z administracji publicznej oraz magisterium z nauk o edukacji. Pracował zawodowo jako nauczyciel. W 1992 osiedlił się na Martynice, był dyrektorem szkoły w Rivière-Salée, następnie został nauczycielem w szkole w miejscowości Schœlcher. Działał w nauczycielskim związku zawodowym FSU na Martynice, w tym w latach 2006–2009 jako jego sekretarz generalny.
Dołączył do Ruchu Demokratycznego, objął funkcję przewodniczącego partii na Martynice. Wybierany na radnego w miejscowościach Case-Pilote i Schœlcher. W wyborach w 2019 kandydował do PE z listy zorganizowanej wokół prezydenckiego ugrupowania LREM. Mandat posła do Europarlamentu IX kadencji objął w maju 2022, zastępując w nim Chrysoulę Zacharopoulou. Dołączył do liberalnej i centrowej frakcji Odnówmy Europę.